# Chandra (jméno)
Chandra je ženské i mužské křestní jméno.

## Původ a význam
Jméno znamená v sanskrtu měsíc, odvozeno z चन्द (čand) zářící, svítící. Toto je přepis mužské formy चण्ड, stejně jako ženská forma चण्डा.

## Domácké podoby
Chani, Chandrinka, Andy, Chanika, Šandra

## Slavní Chandrové/Slavné Chandry
- Čandra Šékhar (1927–2007) – indický politik
- Chandra West – americká herečka
- Chandra Wilson (* 1969) – americká herečka
- Chandra Prakash Dwivedi – indický režisér

## Fiktivní Chandrové/Chandry
- Chandra Mukhi (film)

- Chandra Suresh – indický genetik ze seriálu Hrdinové